# Amyema melaleucae
Amyema melaleucae är en tvåhjärtbladig växtart som först beskrevs av Friedrich Anton Wilhelm Miquel, och fick sitt nu gällande namn av Tieghem. Amyema melaleucae ingår i släktet Amyema och familjen Loranthaceae. Inga underarter finns listade i Catalogue of Life.